# 3017 Петровіч
3017 Петровіч (3017 Petrovič) — астероїд головного поясу, відкритий 25 жовтня 1981 року.
Тіссеранів параметр щодо Юпітера — 3,370.